# Glaxoa
Glaxoa is een monotypisch geslacht van schimmels uit de familie Tubeufiaceae. Het bevat alleen Glaxoa pellucida.